# Хайнрих фон Рамщайн
Хайнрих фон Рамщайн (на немски: Heinrich von Ramstein; † 5 януари 1471) от род Рамщайн от Шварцвалд е пфанд-господар на Алткирх в Гранд Ест и губернатор на Раполтщайн.
Той е син на Кунцман (Конрад) фон Рамщайн († 1431), майор на Базел, и съпругата му Щьор фон Щьоренбург. Внук е на Улрих фон Рамщайн († 1386) и Аделхайд Райх фон Райхенщайн († 1377).

## Фамилия
Хайнрих фон Рамщайн се жени ок. 1435 г. за Агнес фон Ефринген († сл. 1469), дъщеря на Кюнцлин фон Ефринген и Юдит фон Беренфелс. Те имат две деца:
- Конрад фон Рамщайн († 1506), женен за Юта фон Бикенбах († 1471), дъщеря на Улрих II фон Бикенбах († 4 юни 1461) и Елизабет Кемерер фон Вормс-Далберг († 1452)
- Юдит фон Рамщайн († пр. 12 януари 1495), омъжена за Лазарус I фон Андлау-Витенхайм, губернатор в Австрия († 9 август 1494/12 януари 1495), син на Валтер II фон Андлау-Бутенхайм († 1433) и Маргарета фон Хуз фон Витенхайм († 1424)